# Eublemma teilhardi
Eublemma teilhardi is een vlinder van de familie van de spinneruilen (Erebidae). De wetenschappelijke naam van deze soort is voor het eerst voorgesteld door Joseph de Joannis in een publicatie uit 1909.
De soort komt voor in Mauritanië, Burkina Faso, Egypte en Soedan.